# Smętowo Graniczne
Smętowo Graniczne – wieś kociewska w Polsce położona w województwie pomorskim, w powiecie starogardzkim, w gminie Smętowo Graniczne. Miejscowość leży na ważnej kolejowej magistrali węglowej Śląsk – Porty. Do momentu wstrzymania ruchu kolejowego na liniach do Opalenia i Skórcza stacja w Smętowie  była ważnym węzłem kolejowym.
W latach 1954–1972 wieś należała i była siedzibą władz gromady Smętowo Graniczne. W latach 1945–1975 miejscowość administracyjnie należała do tzw. dużego województwa gdańskiego, a w latach 1975–1998 do tzw. małego województwa gdańskiego.
Miejscowość jest siedzibą gminy Smętowo Graniczne.

## Zabytki
Według rejestru zabytków NID na listę zabytków wpisane są:
- neogotycki kościół ewangelicki, obecnie rzymskokatolicki pw. Ciała i Krwi Pańskiej, ul. Starogardzka 3, 1904, nr rej.: A-1671 z 4.08.1998
- pastorówka, obecnie plebania, nr rej.: j.w.

Katolicy z rejonu Smętowa należeli na początku XX w. do parafii Lalkowy i Luchowo. W 1936 roku wystąpili do biskupa chełmińskiego o utworzenie nowej parafii, co nastąpiło rok później. Rozpoczęto budowę świątyni, ale w 1939 przerwał ją wybuch II wojny światowej. Po wojnie i wysiedleniu Niemców w Smętowie pozostał kościół ewangelicki, wybudowany (wraz z plebanią) w 1904 r. Obiekty te przejęła parafia katolicka, zaś jej tymczasową siedzibę zajął Skarb Państwa. Konstrukcja chóru kościelnego wykonana jest z materiału rozbiórkowego po zniszczonym przez krę moście kolejowym w Opaleniu.
Ponadto we wsi znajduje się budynek poczty z 1900.